# Al-Malik al-Achraf Muzaffar ad-Din Musa
Al-Malik al-Achraf Muzaffar ad-Din Musa est le dernier sultan ayyoubide d’Égypte, de 1250 à 1254. C’est cependant un titre purement nominal destiné à conforter une fiction légitimiste, le pouvoir effectif étant assuré par la sultane Chajar ad-Durr et son mari ‘Izz al-Din Aybak, sultan mamelouk. Il est fils de Yusuf, émir du Yémen, et arrière-petit-fils d’Al-Kamil, sultan d’Égypte et de Damas.

## Biographie
Le 2 mai 1250, les gardes mamelouks font irruption dans la tente où le sultan Tûrân Châh fait donner un banquet, le poursuivent et l’assassinent. Ils donnent alors le pouvoir à la sultane Chajar ad-Durr, veuve de Malik al-Sâlih Ayyûb, mais comme Al-Musta'sim, calife abbasside de Bagdad, leur fait savoir qu’il est intolérable que l’Égypte soit gouvernée par une femme, Al-Muizz Izz ad-Dîn Aybak|‘Izz al-Din Aybak, le chef mamelouk qui avait mené la révolte et le régicide épouse la sultane et partage avec elle le pouvoir. La Syrie musulmane, qui dépendait alors de l’Égypte, refuse le changement de pouvoir et la ville de Damas et tous les princes ayyoubides de Syrie prêtent alors allégeance à Al-Nasir Yusuf, émir d’Alep, arrière-petit-fils de Saladin.
Pour tenter de contrebalancer cette fidélité à l’ancienne dynastie, Aybak et Chajar décident alors d'élever au sultanat, le 5 août 1250, en co-souveraineté, un prince ayyoubide qui résidait alors en Égypte, Muzaffar ad-Dîn Mûsâ, fils d’un émir ayyoubide du Yémen, réfugié en Égypte après la conquête du Yémen par les Rassoulides. C'est un règne purement nominal à tel point que René Grousset, pourtant précis, ne juge pas utile de préciser son nom. Les princes ayyoubides de Syrie attaquent l'Égypte et livrent bataille aux Mamelouks à 'Abbâsa le 2 février 1251. La bataille tourne d'abord en faveur des Ayyoubides, quand la garde mamelouk d'Al-Nasir Yusuf fait défection et rejoint les Égyptiens. La guerre continue entre Ayyoubides et Mamelouks, jusqu'à ce qu'Al-Musta'sim intervienne à nouveau pour mettre fin à une lutte entre musulmans qui ne peut que profiter aux croisés. Le 1er avril 1253, Al-Nasir Yusuf reconnaît le gouvernement mamelouk d'Égypte, et les croisés repartent en Europe le 24 avril 1254. N'ayant plus besoin de maintenir une fiction légitimiste ayyoubide, Aybak dépose Muzaffar ad-Din Mūsā à la fin de l'année 1254 et l'assigne à résidence auprès de ses tantes.

### Sources
- René Grousset, Histoire des croisades et du royaume franc de Jérusalem - III. 1188-1291 L'anarchie franque, Paris, Perrin, 1936 (réimpr. 2006), 902 p.
- Foundation for Medieval Genealogy